# Medal jubileuszowy „50 lat radzieckiej milicji”
Medal jubileuszowy „50 lat radzieckiej milicji” (ros. Юбилейная медаль "50 лет советской милиции") – radziecki order cywilny ustanowiony dla uczczenia 50-lecia Radzieckiej Milicji.
Medal został ustanowiony dekretem Prezydium Rady Najwyższej ZSRR z 20 listopada 1967 roku.

## Zasady nadawania
Medal nadawany był:
- funkcjonariuszom milicji o nienagannej opinii, którzy w dniu 21 listopada 1967 odbywali służbę i pracowali w organach, instytucjach i placówkach szkoleniowych Ministerstwa Ochrony Porządku Publicznego ZSRR,
- funkcjonariuszom, którzy zostali zwolnieni ze służby w milicji, jeżeli przesłużyli co najmniej 25 lat,
- mógł być nadawany także innym osobom zatrudnionym w organach i instytucjach Ministerstwa Ochrony Porządku Publicznego ZSRR, które zasłużyły się dla milicji.

Medal nadawany był w imieniu Prezydium Rady Najwyższej ZSRR przez Ministra Ochrony Porządku Publicznego ZSRR, ministrów Ochrony Porządku Publicznego poszczególnych republik związkowych i autonomicznych oraz szefów organów porządku publicznego obwodów, krajów, miast oraz instytucji szkoleniowych milicji.
Łącznie nadano ok. 400 tys. medali.

## Opis odznaki
Odznakę stanowi owalny krążek o średnicy 32 mm wykonany ze stopu miedźi i niklu.
Na awersie znajduje się pięcioramienna gwiazda, na której w górnej części jest sierp i młot, poniżej tarcza z napisem 50 ЛЕТ (pol. 50 lat), a u dołu na obwodzie wieńce z liści dębowych.
Na rewersie na obwodzie znajduje się napis В ОЗНАМЕНОВАНИЕ ПЯТИДЕСЯТОЙ ГОДОВЩИНЫ (pol. „Dla uczczenia pięćdziesiątej rocznicy”), a w środku napis СОВЕТСКОЙ МИЛИЦИИ (pol. „Radzieckiej Milicji”) i daty 1917 – 1967. Na dole pięcioramienna gwiazda.
Medal zawieszony był na pięciokątnej blaszce obciągniętej wstążką koloru niebieskiego o szer. 24 mm. Na niej pięć pasów koloru czerwonego – w środku trzy o szer. 1 mm każdy, a w pobliżu krawędzi dwa o szer. 4,5 mm.